# Adhärenz
Adhärenz (englisch Adherence für Einhalten, Beachten; lateinischer Ursprung adhaerere = anhängen) bezeichnet das Ausmaß, in dem das Verhalten einer Person, wie die Medikamenteneinnahme, ein Diätregime oder eine Lebensstiländerung, mit den mit dem Therapeuten vereinbarten Empfehlungen übereinstimmt. Grundlage einer erfolgreichen Therapie ist – dieser Auffassung entsprechend – die Berücksichtigung der individuellen Bedürfnisse des Patienten sowie die Berücksichtigung von Faktoren, die es dem Patienten erschweren, das Therapieziel zu erreichen. Gute Adhärenz entspricht konsequentem Befolgen des mit dem Therapeuten vereinbarten Behandlungsplanes. Gemäß der Weltgesundheitsorganisation (WHO) erreichen im Durchschnitt nur 50 % der Patienten eine gute Adhärenz. Besonders wichtig ist die Adhärenz bei chronisch Kranken in Bezug auf die Einnahme von Medikamenten, das Befolgen einer Diät oder die Veränderung des Lebensstils. In vielen Therapiegebieten mit chronischen Erkrankungen sind nach einem Jahr nur noch etwa 50 % der Patienten auf der initialen Therapie.
Eine weiter reichende Bedeutung hat die Adhärenz in der antimikrobiellen und antiviralen Therapie, zum Beispiel bei der HIV-Therapie. Hier kann mangelnde Adhärenz nicht nur zum individuellen Therapieversagen führen, sondern auch zu Resistenzen der Erreger gegen Medikamente.
In der Medizin ersetzt der Begriff Adhärenz zunehmend den Begriff Compliance.

## Faktoren, die die Adhärenz beeinflussen
Die WHO beschrieb 2003 fünf Dimensionen, die Medikamenten-Adhärenz beeinflussen:

### Sozialökonomie
Signifikante Einflüsse auf Adhärenzen haben: niedriger sozialökonomischer Status, Armut, Analphabetismus, niedriges Bildungsniveau, Arbeitslosigkeit, ein Mangel an unterstützenden sozialen Netzwerken, instabile Lebensbedingungen, große Entfernung zu medizinischen Versorgungseinrichtungen, hohe Reisekosten, hohe Medikamentenkosten, kulturelle Vorstellung bezüglich einer Krankheit und ihrer Behandlung.
Die Zugehörigkeit zu einer bestimmten ethnischen Bevölkerungsgruppen wird häufig als Einflussfaktor beschrieben, dies ist am ehesten mit verschiedenen kulturellen Überzeugungen sowie gesellschaftlichen Unterschieden in Verbindung zu bringen.
Krieg wird ebenfalls häufig als Einflussfaktor aufgeführt; selbst wenn dieser beendet wurde, haben seine Nachwirkungen noch lange Einfluss auf die Adhärenz.
Das Alter ist ein weiterer Faktor. Jedoch scheint es, dass er zum Teil mit einem signifikanten Umfangsunterschied auftritt und somit stets separat betrachtet werden muss.

### Gesundheitssystem
Eine gute Beziehung zwischen Patienten und betreuender Person aus dem Gesundheitswesen kann einen positiven Effekt auf die Adhärenz haben.
Negative Effekte erfolgen durch: schlecht entwickelte Gesundheitssysteme, schlechte Medikamentenverteilung/-zugänglichkeit, fehlendes Wissen und Erfahrung der Betreuer im Umgang mit chronischen Krankheiten, überarbeitete Betreuer, kurze Sprechzeiten, fehlende Möglichkeiten, Patienten gezielt zu informieren und kontinuierlich zu betreuen, Unfähigkeit, Selbsthilfegruppen zu etablieren und das Selbstmanagement zu fördern.

### Krankheit
Diese Faktoren wirken in Verbindung mit der Schwere der Symptome, Umfang der Behinderung (physisch, psychisch, sozial und beruflich), Art und Schwere des Krankheitsverlaufes sowie der Verfügbarkeit einer effektiven Therapie. Zusätzliche Erkrankungen wie Depressionen, Alzheimer oder die Abhängigkeit von Rauschmitteln haben einen zusätzlichen Einfluss auf die Adhärenz.

### Therapie
Signifikant negativen Einfluss auf die Adhärenz haben: komplexes Medikamentenregime, Dauer der Behandlung, kein schneller Behandlungserfolg, Nebenwirkungen (sowie ihre Therapierbarkeit), bereits erlebte erfolglose Therapien.
Die Anzahl der täglichen Einzeldosen bzw. der täglichen Einnahmefrequenz spielt eine wichtige Rolle für die Adhärenz. Feste Kombinationspräparate, z. B. bei der Behandlung von Bluthochdruck, können die Anzahl der täglich einzunehmenden Tabletten reduzieren und daher die Adhärenz verbessern. Daher empfiehlt die europäische Kardiologengesellschaft in ihren Leitlinien unter anderem die Verwendung von sogenannten Single Pill Combinations (Darreichungsformen mit zwei oder mehr Wirkstoffen).

### Patienten
Diese Faktoren beziehen sich auf Ressourcen, Wissen, Attitüde, Glauben, Vorstellung und Erwartung der Patienten. Die Einflüsse auf die Adhärenz wurden nicht umfassend festgestellt und werden immer noch erforscht und diskutiert. Einige Faktoren, die in Zusammenhang mit Adhärenz gebracht werden konnten, sind: Vergesslichkeit, psychosozialer Stress, die Angst vor Nebenwirkungen, geringe Motivation, schlechtes Wissen sowie Fähigkeiten im Umgang mit Nebenwirkungen, Pessimismus gegenüber der Therapie, fehlende Akzeptanz der Krankheit, Angst vor Abhängigkeit, nicht verstandene Therapieanweisungen, schlechte Erfahrungen mit Personen aus dem Gesundheitssystem, das Gefühl einer Stigmatisierung durch die Krankheit.

## Adhärenz vs. Compliance
Der Begriff Adhärenz ersetzt zunehmend den Begriff Compliance (engl. für Einverständnis, Einhalten, Willfährigkeit, Fügsamkeit) in der Medizin. Eng definiert bedeutet Compliance „Das Ausmaß in welchem ein Patient medizinische Empfehlungen befolgt“. Dieser bezeichnet die Einhaltung der Therapievorgaben durch den Patienten und repräsentiert eine veraltete Sicht, wonach die Verantwortung für einen Therapieerfolg oder Therapieversagen einseitig beim Patienten liegt. Zudem impliziert der Begriff der Compliance, dass ein Therapieerfolg nur bei genauer und kritikloser Einhaltung der verordneten Therapie gewährleistet ist und die individuellen Probleme und Möglichkeiten des Patienten bei Verordnung und Durchführung der Therapie außer Acht gelassen werden können. Der aktuelle Stand der Pflegewissenschaft fordert allerdings die Einbeziehung des Patienten – insbesondere unter Förderung des individuellen Selbstpflegemanagements – in die Gestaltung der Therapie. Daher gewinnt der Begriff der Adhärenz zunehmend an Bedeutung.

## Methoden zur Messung der Adhärenz
Gängige Methoden zur Adhärenzbestimmung in Studien sowie zur Therapieverlaufskontrolle sind: Elektronisches Monitoring, Selbsteinschätzung des Patienten mit Fragebögen, „Pill count“ sowie Bestimmung des Medikamentenspiegels im Blut. Die genauesten Werte werden wahrscheinlich durch elektronisches Monitoring erreicht. Hier werden elektronische Geräte benutzt, die aufzeichnen, wann die Medikamentenschachtel geöffnet wird. Nachteilig sind jedoch die hohen Kosten sowie die notwendige Einweisung des Patienten in den Gebrauch. Letzteres kann zur Unterschätzung der Adhärenz führen. Beim „Pill count“ werden die Tabletten gezählt, die der Patient noch nicht eingenommen hat. Die Adhärenz wird nach der Formel (Summe der ausgegebenen Tabletten – Summe der zurückgebrachten Tabletten) / Summe der verschriebenen Tabletten errechnet und in Prozent ausgedrückt. Die genaue Zeit der Einnahme kann mit dieser Methode nicht bestimmt werden, und die Adhärenzwerte scheinen methodisch etwas erhöht zu sein.
Die Patientenbefragung ist die gängigste Methode zur Adhärenzbestimmung. Jedoch scheinen Patienten ihre Adhärenz zu überschätzen, und die Angaben für längere Zeiträume werden schnell ungenau. Genauere Werte lassen sich durch Medikamentenbestimmung im Blut erreichen. Diese Methode ist jedoch kostenintensiv und gibt lediglich Aufschluss über den Zeitraum, in der die Substanz noch nicht ausgeschieden oder verstoffwechselt ist.

## Bedeutung von Adhärenz für HIV-Medikamente
Auf Grund der hohen Mutationsrate und der Wandlungsfähigkeit des HI-Virus ist eine regelmäßige Einnahme der antiviralen Medikamente maßgeblich für die Unterdrückung der Virusreplikation und der Verhinderung von Resistenzbildungen. Die Konsequenzen unregelmäßiger Medikamenteneinnahme können für den Patienten schwerwiegende Folgen haben: Die Viruslast steigt an und führt zu einer Schwächung des Immunsystems (Abnahme der CD4+ Zellen). Eine dauerhaft niedrige Adhärenz kann daher zur Manifestation von AIDS führen. Ein Anstieg der Viruslast steigert zudem die Ansteckungsgefahr. Möglicherweise auftretende medikamentöse Resistenzen machen den Einsatz anderer Medikamente notwendig: Die Therapie wird dadurch meist teurer und aufgrund der hohen Tablettenzahl auch eine größere Belastung für den Patienten. Da Resistenzen auch übertragbar sind, kann die Adhärenz des Einzelnen auch Konsequenzen für die zukünftige Therapie vieler Menschen haben.
Man geht davon aus, dass für eine maximale Unterdrückung des Virus eine Adhärenz von mindestens 95 % notwendig ist. Studien zufolge nehmen zwischen 47 % und 79 % der Patienten mehr als 95 % ihrer antiretroviralen Medikamente – abhängig von der Messmethode und vom Patientenkollektiv.

## Andere Begriffsbedeutungen
Als Adhärenz oder Adhäsion wird auch das Anhaften von Bakterien an Zellwand- oder extrazelluläre Matrixstrukturen mittels sog. Adhäsine bezeichnet.
Als Adhärenz wird vor allem auch die Entstehung von Zell-Zell-Kontakten durch Zelladhäsionsproteine bezeichnet. Im hämatopoetischen System adhärieren beispielsweise Leukozyten miteinander, aber auch mit Blutgefäßwänden (Endothelien) und anderen Zellen des Organismus.